# Scott Smith (activista)
Joseph Scott Smith (Nueva York, 21 de octubre de 1948, San Francisco, 4 de febrero de 1995), era un activista en pro de los derechos de los homosexuales, que además era conocido por haber sido pareja del activista y político Harvey Milk.

## Su historia
Tras haber conocido a Harvey Milk en una boca de metro de Nueva York, comenzarían una relación sentimental. En el año 1972, ambos se trasladarían a El Castro, el barrio gay de la ciudad de San Francisco, donde alquilaron el apartamento del número 575 de la Calle Castro. Con los últimos 1000$ que les quedaban de sus ahorros, alquilaron el local de los bajos de dicho inmueble y montaron la tienda de revelado de fotos Castro Camera, que con el tiempo se convertiría en un punto de reunión de activistas gais.
Una de las primeras acciones de Scott Smith fue el haber orquestado el boicot a la Cerveza Coors, a propuesta de Allan Biard (representante del colectivo de camioneros y transportistas), siendo ésta una de las primeras demostraciones públicas de poder por parte de la comunidad homosexual, consiguiendo por un lado sacar dicha marca de los bares gais, y por otro, que el sindicato de camioneros y transportistas consiguiera la contratación de conductores abiertamente homosexuales.
Smith era ampliamente considerado como el impulsor del esfuerzo llevado a cabo por Harvey Milk. Organizó; creó; gestionó y apoyó las campañas políticas en las que Milk se presentó a detentar cargos públicos entre 1974 y 1977. Tras la elección de Harvey Milk, continuó ayudando y apoyando a éste. 
Hay cientos de imágenes de Smith, tomadas por amigos y por quien fuera su pareja Harvey Milk en el Archivo Harvey Milk/Colección Scott Smith en la Biblioteca Pública de San Francisco. Tras haber sido liberado de la Marina de los Estados Unidos, Harvey Milk gastó muchas horas haciendo fotos. Smith era su modelo favorito; algunas veces, Harvey gastaba carretes enteros en fotografías de Scott.
Scott Smith cayó en una profunda depresión tras los asesinatos de Harvey Milk y del Alcalde George Moscone. Scott fue quien llevó a cabo las últimas voluntades de Harvey Milk y su testamento
Smith murió a los 46 años, por una neumonía causada por el sida el 4 de febrero de 1995. El 11 de febrero siguiente, una multitud de amigos de Scott se unieron a Elva Smith, su madre, para arrojar sus cenizas al mar.
Al año siguiente de la muerte de su hijo (1996), la Señora Smith, donó a la Biblioteca Pública de San Francisco toda aquella documentación que obraba en poder de Scott Smith; papeles personales y documentos políticos de Harvey Milk; documentos relativos al patrimonio y archivos de Harvey Milk; documentos personales de Scott Smith; fotografías y negativos; efectos personales de ambos; tarjetas de visita de Castro Camera;..., que sería llamada: Harvey Milk Archives - Scott Smith Collection"
En 2008, se estrenó la película Milk, en la que el actor James Franco interpretó el papel de Scott Smith.